# Acrotritia vestita
Acrotritia vestita är en kvalsterart som först beskrevs av Berlese 1913.  Acrotritia vestita ingår i släktet Acrotritia och familjen Euphthiracaridae. Inga underarter finns listade i Catalogue of Life.